# Notechis
Las serpientes tigre son un género de serpientes venenosas originarias de las regiones meridionales de Australia, incluyendo sus islas costeras y Tasmania. El color de estas serpientes es muy variable, y a menudo presentan rayas como las de un tigre y formas en sus ocurrencias regionales. Todas las poblaciones son del género Notechis, y sus diversos caracteres han sido descriptos en otras subdivisiones de este grupo.

## Descripción

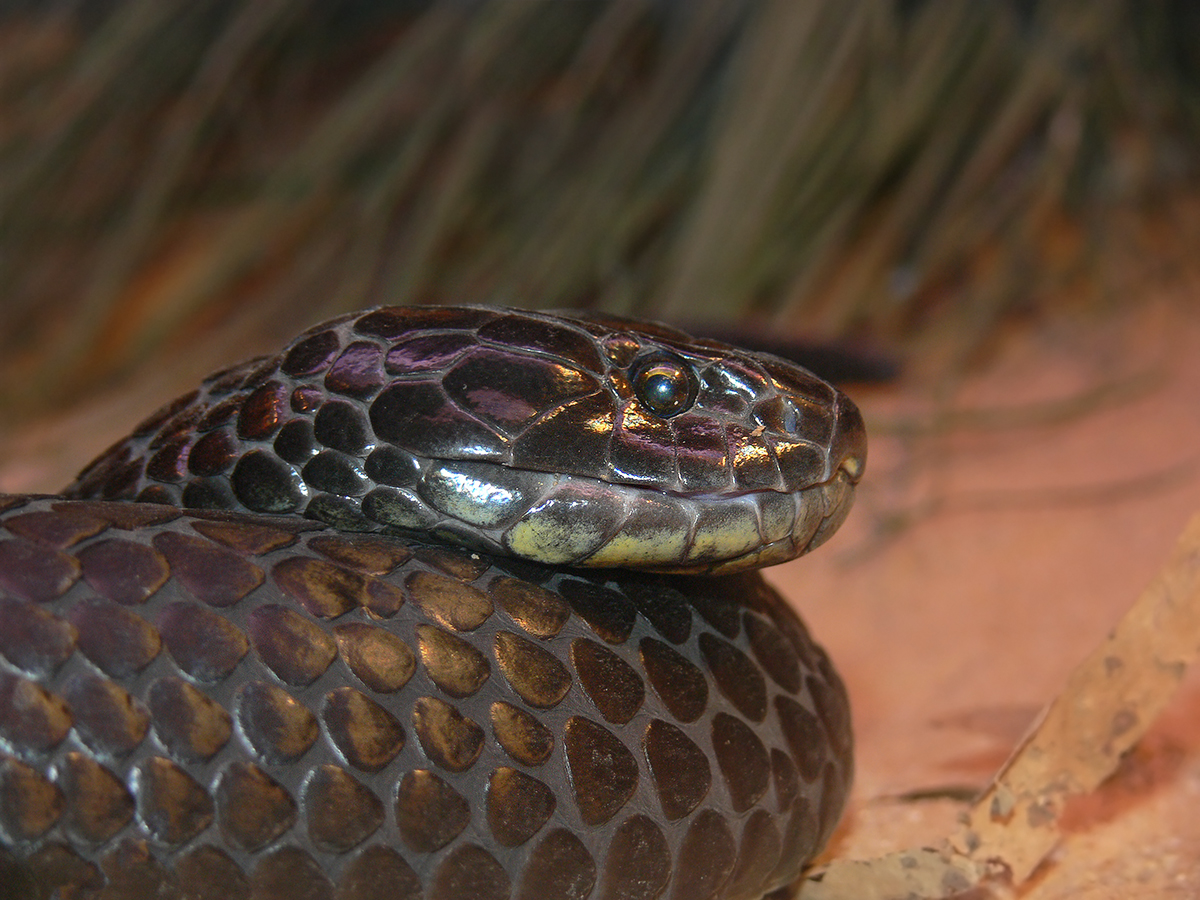
Serpiente tigre de las Islas Chappell.

Es un género de grandes serpientes venenosas de la familia Elapidae restringido a regiones subtropicales de Australia.
Las serpientes tigre son el grupo más amplio de diferentes poblaciones, las cuales pueden estar aisladas o sobrelapadas, con extrema varianza en tamaño y color. Los individuos muestran además variaciones estacionales en color. La longitud total puede ser de hasta 2,10 m (7 ft). El modelado es bandas más oscuras, fuertemente contrastantes o indistinto, las cuales son pálidas a muy oscuras en color. La coloración se compone de oliva, amarillo, naranja-marrón, o negro azabache; el lado inferior de la serpiente es más claro y amarillo o naranja. La serpiente tigre usa veneno para despachar a su presa, y puede morder a un agresor; son potencialmente fatales para los seres humanos. Tolerante a las bajas temperaturas, la serpiente puede estar activa en noches más cálidas.
Las serpientes tigres dan a luz entre 12 a 40 crías vivas; un registro excepcional fue de 64, de una hembra oriental.
Estas serpientes no son muy agresivas en general, y huirán mientras sea posible. Cuando se ven amenazadas aplanan su cuerpo y levantan la cabeza sobre el suelo en una postura clásica previa al ataque. Se sabe por sus múltiples golpes falsos y silbidos ruidosos. Ataca con seguridad infalible.

## Hábitat
Se encuentran en ambientes costeros, humedales y cauces donde a menudo forman territorios. Las áreas donde hay abundantes presas tales como ranas pueden soportar grandes poblaciones. La distribución de la especie se extiende desde el sur de Australia Occidental hasta Australia Meridional, Tasmania, hasta Victoria, y Nueva Gales del Sur. Su hábitat común incluye las áreas costeras de Australia.

## Taxonomía
El género Notechis pertenece a la familia de los elápidos. Hay dos especies ampliamente reconocidas de este género, Notechis scutatus (Peters, 1861) y Notechis ater (Krefft, 1866), las que muestran variedad adicional en sus características. Varios autores han publicado revisiones o descripto subespecies de estas especies. Otros consideran que los nombres contenidos por este arreglo taxonómico no tienen justificación, y describen a Notechis como un género monotípico.

### Especies
| Especies    | Autoridad    | Subespecies | Nombre común             | Distribución geográfica                                                                            |
| ----------- | ------------ | ----------- | ------------------------ | -------------------------------------------------------------------------------------------------- |
| N. ater     | Krefft, 1866 | 3           | Serpiente tigre negra    | Australia (Australia Occidental, Australia Meridional, Tasmania)                                   |
| N. scutatus | Peters, 1861 | 1           | Serpiente tigre del este | Australia (Nueva Gales del Sur , Queensland, Australia meridional, Victoria, Australia Occidental) |

* No están incluidas las subespecies nominadas (formas típicas).

## Veneno

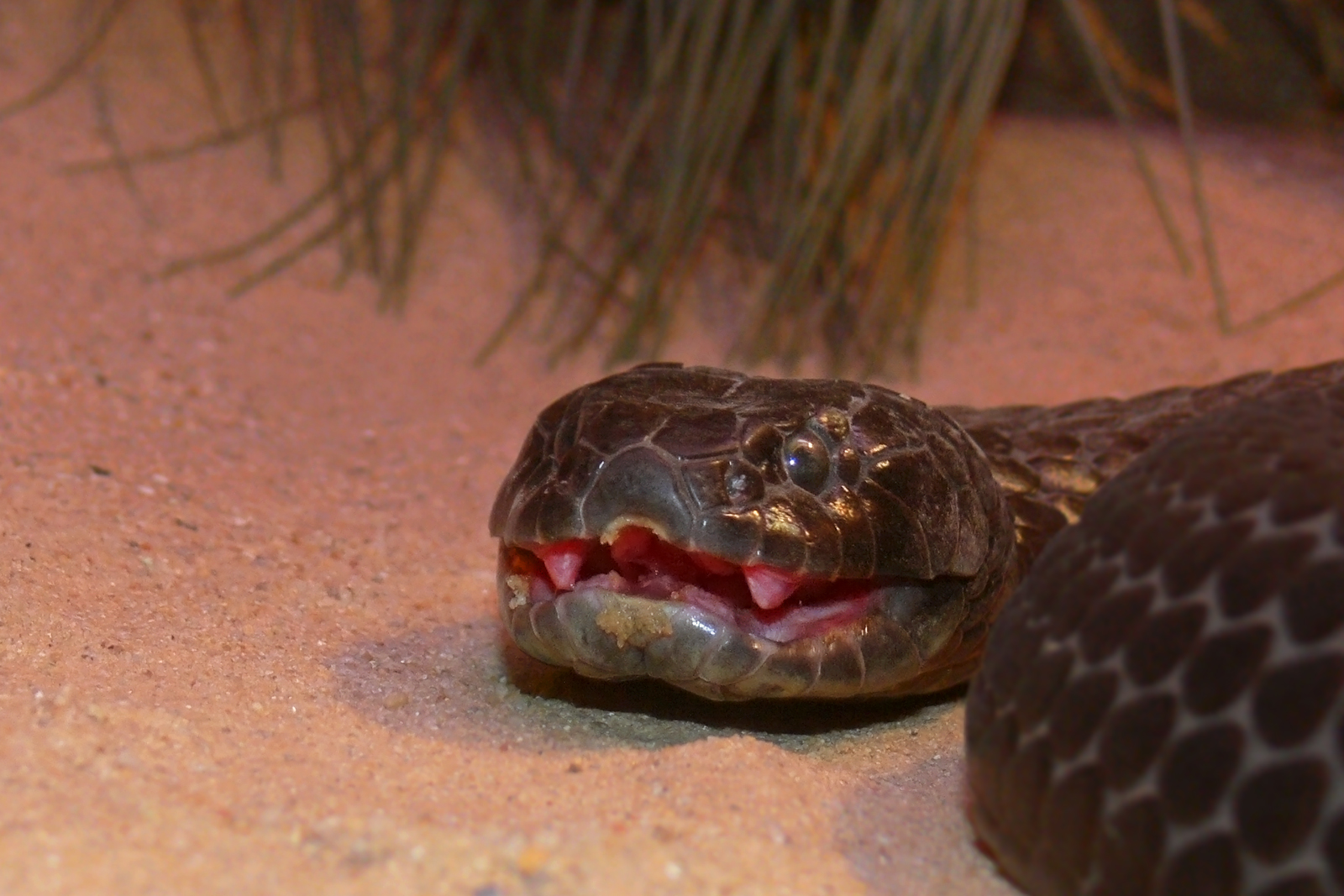
Cabeza de una serpiente tigre de las Islas Chappell

Las serpientes tigre poseen una potente neurotoxina (notexina), coagulantes, hemolisinas y miotoxinas, y se encuentran entre las más mortíferas serpientes del mundo. Los síntomas de la mordedura incluyen dolor localizado en el pie y región del cuello, zumbidos, entumecimiento y sudoración, seguido por un inicio bastante rápido de dificultades respiratorias y parálisis. Pese a que el antídoto es eficaz, la tasa de mortalidad es del 45 % aproximadamente sin tratamiento.
El tratamiento es el mismo para todas las serpientes australianas mortales. El método de presión de inmovilización (PIM) se usa para inhibir el flujo de veneno a través del sistema linfático. Amplios vendajes se aplican sobre la mordedura, luego hacia abajo y atrás a lo largo del miembro hasta la axila o la ingle. El miembro afectado es luego inmovilizado con una tablilla. La identificación del veneno es posible si quedan trazas cerca de la herida. No se necesita identificar la serpiente si el ataque se ha producido en Tasmania, porque se usa el mismo antídoto para tratar las mordeduras de todas las serpientes de Tasmania. La disponibilidad de antídotos ha reducido en gran medida la incidencia de mordeduras fatales de serpientes tigre; la cantidad de muertes ahora es superada por la serpiente marrón.